# シクロウンデカン
シクロウンデカン (Cycloundecane) は脂環式化合物であり、11個の炭素原子が環をつくる。炭素と水素しか持っていないためアルカンに分類される。鎖中の炭素原子は、それぞれ水素原子のペアを持っているので、分子式は C11H22 となる。この化合物は安定であるがパラフィンであり、十分に加熱されると自然発火する。
ビシクロウンデカンは電子回路の伝導体に使われる。